# Pietro Deiro
Pietro Deiro (Salto Canavese, 28 agosto 1888 – 1954) è stato un fisarmonicista italiano naturalizzato statunitense.
È stato uno dei fisarmonicisti più importanti della prima metà del XX secolo.

## Biografia
Nato il 28 agosto 1888 a Salto Canavese, Italia, fratello più giovane di Guido Deiro, emigrò negli Stati Uniti come passeggero di terza classe sul transatlantico La Savoie, nel 1907 e andò a vivere con lo zio Federico e lavorare nelle miniere di carbone di Cle Elum, Washington.
Pietro iniziò a suonare professionalmente la fisarmonica diatonica a bottoni in una taverna di Seattle nel 1908. Nel giro di pochi mesi il fratello Guido (già apprezzato esecutore di fisarmonica a piano in Europa) arrivò a Seattle e insegnò al fratello a suonare la fisarmonica a piano. Entrambi i fratelli divennero celebrità minori nel circuito del vaudeville, Guido nel 1910 e Pietro almeno dal 1912.
Pietro ha registrato decine di dischi per la società Victor Talking Machine Company. Dopo la scomparsa del Vaudeville durante la Grande depressione, aprì uno studio di fisarmonica di successo a Greenwich Village, New York City, e fondò una casa editrice di musica di fisarmonica: la AMPCO (Accordion Music Publishing Company), poi conosciuta semplicemente come Pubblicazioni di Pietro Deiro.
È stato il primo presidente dell'Associazione dei Fisarmonicisti americani (1938) e si è promosso come "Il Papà della Fisarmonica", con molto dispiacere di suo fratello Guido. Pietro morì nel 1954.

## Recenti commemorazioni
C'è stata una recente ripresa di interesse per la musica di Pietro Deiro. Nel 1991 e nel 1992, il compositore/fisarmonicista William Schimmel e sua moglie, ballerina/coreografa/regista Micki Goodman hanno presentato una delle loro importanti collaborazioni artistiche: Opera Fisarmonica, una realizzazione della vita e opere di Pietro Deiro in forma estesa di opera.
È un'opera in quattro atti ideata e interpretata da Schimmel e Goodman, che ha fatto tutto il canto, la musica, il movimento scenico, i set e l'illuminazione. Ha utilizzato le opere di Pietro Deiro in modo molto drammatico, insieme alla musica e alla continuità di Schimmel, unito alla direzione altamente fisica dei movimenti di Goodman. È stata eseguita al Teatro Sofian di New York e ha ricevuto lode e approvazione da parte di Pietro Deiro Jr. (che ha partecipato alla serata di apertura), nonché una critica molto favorevole di Bernard Holland del The New York Times, che iniziava con il titolo: "Il Santo Patrono dei fisarmonicisti".
Nel 2002, il Museo Internazionale della Fisarmonica di Castelfidardo, in Italia, in collaborazione con Music-tech, ha pubblicato un CD intitolato I Padri della Fisarmonica, vol. 1: Pietro Deiro, composto da 23 registrazioni originali di Pietro Deiro da dischi a 78 giri. Nel 2004 gli archivi di Pietro Deiro sono stati donati a The Center for the Study of Free-Reed Instruments nel Graduate Center dell'Università della Città di New York, dalle nipoti di Pietro, Sandra Cattani Deiro e Lynne C. Pancotti.
Nel 2005 l'autore e fisarmonicista americano Henry Doktorski scrisse la prima biografia di Pietro e Guido Deiro: I fratelli Deiro e le loro chitarre (The Classical Free-Reed, Inc.) e nel 2006 Doktorski registrò su CD il primo volume di The Complete Works of Pietro Deiro: Celebrato Polkas (The Classical Free-Reed, Inc.). Nel 2007, Bella Musica of Roma, Italia, pubblicò un set di 6 CD: L'abilita artistica di Pietro Deiro per celebrare il 100º anniversario dell'arrivo di Pietro negli Stati Uniti nel 1907. (Vedi i collegamenti esterni in calce.)
Il 24, il 25 e il 26 luglio 2009, il Dr. William Schimmel presentò un'installazione audio-visiva dal titolo Radiant Pietro che consisteva in una colonna sonora ambientale contenente frammenti di tutta la produzione musicale di Pietro Deiro. Gli spettatori erano invitati a scorrere le pagine di un grande e pesante libro contenente argomenti filosofici, slogan e immagini, questi ultimi erano ritagli di vaudeville in bianco e nero e colori, che mostravano Pietro Deiro in vari modi senza testa, o disincarnato, o semplicemente con la testa spostata in altre parti del corpo e della fisarmonica. L'aspetto mistico di ciò è un senso di radianza che viene attraverso il martirio santo o semplicemente consentendo alla musica di entrare nel mondo per sempre attraverso un processo di "stappatura". Di conseguenza, abbiamo Radiant Pietro - la cui musica si irradia per sempre agli eterni e al mondo. Questa installazione è stata parte della The American Accordionists' Association Master Class and Concert Series, The Seminars. Il titolo 2009 è Welcome Home Skinny - un anagramma per Ritorno di Pietro. Il dottor Schimmel è il moderatore/curatore della serie che ha appena concluso il suo quindicesimo anno.
Il 30 e 31 luglio e il 1º agosto 2010, il Dr. William Schimmel provvide alla musica per un'installazione audio/visiva di Cristine Speligene intitolata Vesperae che consisteva di file di lattine di caffè vuote con proiezioni visive che mostravano la famiglia e la sua relazione con caffè e caffeina. Lo spartito, sebbene contenga musica originale di Schimmel (At Least I Dropped Sorrow) e una citazione di Charles Magnante (Accordiana), è ampiamente creata con tre composizioni di Pietro Deiro: Mancito (Paso Doble), El Cabrito (Paso Doble) e Arnilla (bolero). Un semplice registratore a cassetta era collocato in una delle lattine di caffè producendo un effetto "metallico" ancora "risonante". Questa installazione è stata parte della Associazione dei fisarmonicisti americani Master Class e Concert Series, The Seminars - Il titolo 2010 è Do not Like Opera. Il dottor Schimmel è il moderatore/curatore della serie che ha appena completato il suo sedicesimo anno.
Il 31 luglio 2016, il Dr. William Schimmel ha eseguito la sua "House Version" di 5 minuti del Concerto di Pietro Deiro in Re - una delle sue ultime e più grandi composizioni risalenti al 1950. Il significato della "House Version" era di poterla eseguire sotto un implicito impulso costante, adatto ad una sala da ballo. Questo avvenne presso l'Istituto Culturale Tenri di New York come parte della Associazione dei fisarmonicisti degli Stati Uniti Master Class e Concert Series, The Seminars - Il titolo è: No Place Like Home. Il Dr. Schimmel è il moderatore e curatore di questa serie e questo è il 22º anno.